# Yégodoé
Yégodoé ist ein Arrondissement im Département Mono im westafrikanischen Staat Benin. Es ist eine Verwaltungseinheit, die der Gerichtsbarkeit der Kommune Bopa untersteht.

## Demografie und Verwaltung
Gemäß der Volkszählung 2013 des beninischen Statistikamtes INSAE hatte das Arrondissement 15.237 Einwohner, davon waren 7489 männlich und 7748 weiblich.
Von den 83 Dörfern und Quartieren der Kommune Bopa entfallen zwölf auf Yégodoé:
1. Avéganmè
2. Djèkian
3. Fandihouin
4. Houanguia
5. Hounguémè
6. Lonfin
7. Ozouédjamè
8. Sinkpè-Gbolossouhoué
9. Tèkozouin
10. Tohouéta
11. Tohouéta Akloh
12. Yêgodoé